# 前田慎吾
前田 慎吾（まえだ しんご、1878年〈明治11年〉12月5日 - 1966年〈昭和41年〉6月23日）は、日本の内務官僚。福岡県大牟田市長。

## 経歴
鹿児島県給黎郡喜入郷麓（揖宿郡喜入村、喜入町を経て、現鹿児島市）に生まれる。1907年（明治40年）、京都帝国大学法科大学英法科を卒業し、高等文官試験に合格した。陸軍第13師団法官部理事、警視庁警視・四谷警察署長、東京府荏原郡長、同理事官、青島守備軍民政部事務官、愛知県産業部長、岐阜県内務部長、岩手県内務部長を歴任した。
1933年（昭和8年）に官を辞し、翌年に大牟田市長に選ばれた。退任後の1940年（昭和15年）からは鹿児島市助役を務めた。晩年は郷里の指宿温泉の発展に尽力した。